# Amphora aus Vulci (British Museum B 228)

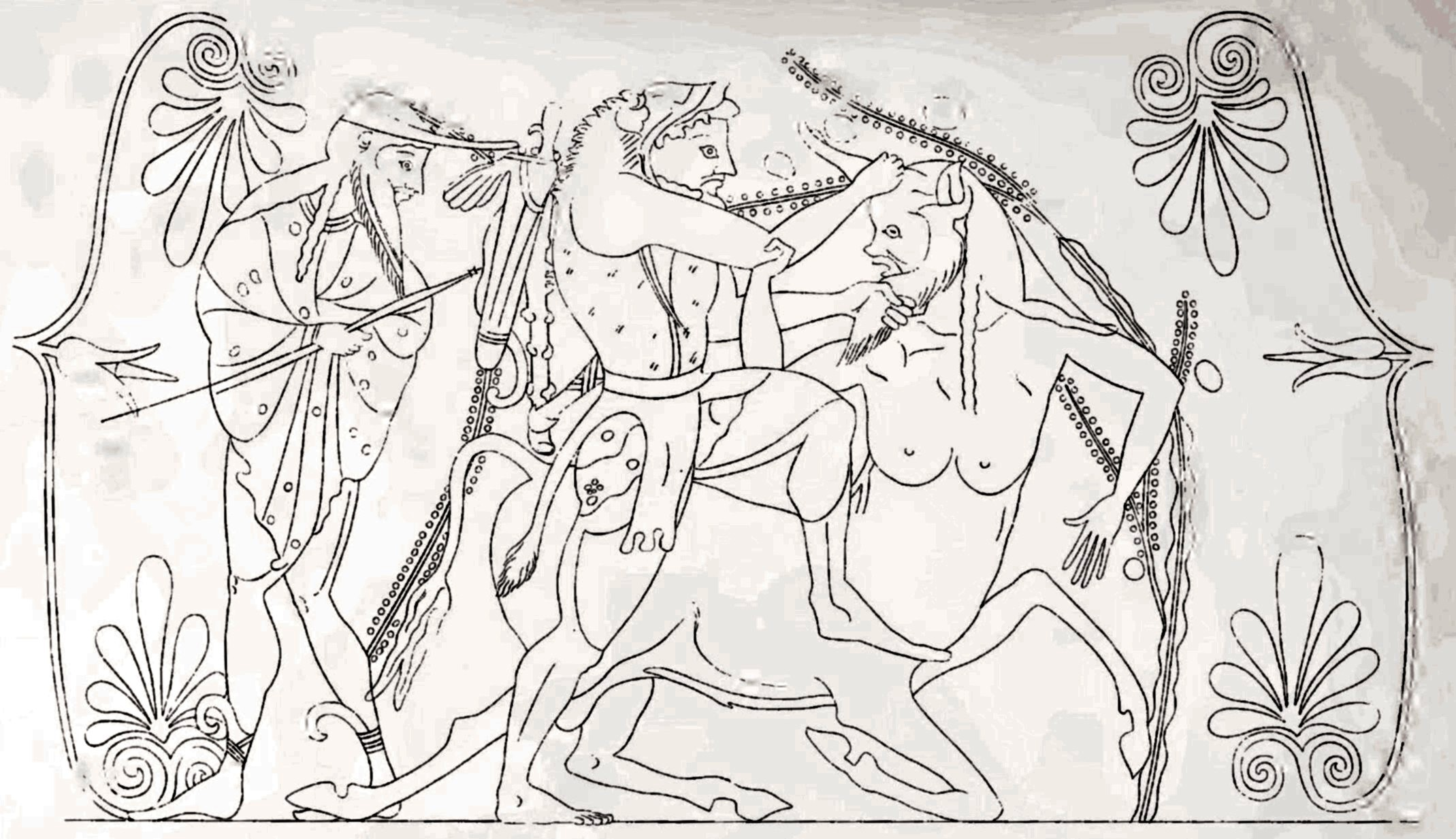
Bild auf der Vorderseite der Amphora: Kampfszene zwischen Herakles und Acheloos

Die ca. 42 cm hohe schwarzfigürige Halsamphora aus Vulci (heute in London, British Museum, Cat. Vases B 228, Inv. 1843.11-3.23) ist mit zwei mythologischen Bildern aus dem Leben des Herakles bemalt. Sie wird einem Maler der Leagros-Gruppe zugeschrieben.
Das Bild auf der Vorderseite ist mit reichen Blattornamenten umgeben. Es stellt den Kampf zwischen Herakles und dem Flussgott Acheloos dar. Herakles trägt das Schwert an der Seite, seine Waffen (Bogen, Köcher und Keule) hängen über seinem Rücken. Er stürmt von links mit erhobenem linkem Bein gegen seinen fliehenden Rivalen an, hat ihn an Horn und Bart gegriffen und ihn in die Knie gezwungen. Vor dem bezwungenen Acheloos steht ein Baum, dessen Zweige sich weit über das Bild erstrecken. Hinter Herakles steht der Gott Hermes. Er wird als bärtiger Mann mit Chlamys, Stiefeln, Petasos und Kerykeion dargestellt. Er schaut sich nach dem Kampf um, während er im Weggehen begriffen ist, da er den Kampf als bereits entschieden sieht.
Auf der Rückseite der Amphora wird Herakles auf einer siebensaitigen Lyra spielend dargestellt. Vor ihm sitzt Poseidon auf einem Klappstuhl, hinter diesem ein Krieger, eventuell Ares im Helm mit zwei Speeren. Hinter Herakles steht Pallas Athene.